# Agência Espacial dos Emirados Árabes Unidos
A Agência Espacial dos Emirados Árabes Unidos (UAESA) (em árabe: وكالة الإمارات للفضاء   translit: wikālat al-Imārāt l-lifaḍā') é a agência espacial do governo dos Emirados Árabes Unidos responsável pelo desenvolvimento da indústria espacial do país. A agência foi criada em 2014 e é responsável por desenvolver, fomentar e regulamentar um setor espacial sustentável e de classe mundial nos Emirados Árabes Unidos.
A agência é responsável pelo crescimento do setor por meio de parcerias, programas acadêmicos, investimentos em pesquisa e desenvolvimento, iniciativas comerciais e impulsionando a pesquisa e exploração da ciência espacial.

## História
Os Emirados Árabes Unidos propuseram em 2008 estabelecer uma Agência Espacial Pan-arábica, através um projeto civil como a Agência Espacial Europeia (ESA) . A Fundação Árabe de Ciência e Tecnologia disse que uma agência para o Oriente Médio e Norte da África já tem apoio não oficial de alguns governos e espera que uma organização regional para disseminar imagens de satélite possa formar uma base inicial. A agência monitoraria segurança e mudanças ambientais com satélites equatoriais. Entretanto na proposta inicial, não desenvolveria sua própria capacidade de lançamento, visto que estava disponível comercialmente.  A agência regional proposta reduziria o custo de colocar satélites em órbita e tinha o objetivo de reunir talentos e pesquisadores. Os planos foram apresentados aos governos da região e promovidos no Fórum Global de Tecnologia Espacial em dezembro de 2009. Os Emirados Árabes Unidos já haviam lançado satélites e estabelecido um Centro Espacial de Observação da Terra em Abu Dhabi.    No entanto, pouco progresso foi feito para estabelecer a agência regional após a proposta. 
A Agência Espacial dos Emirados Árabes Unidos foi então somente criada em 2014 por decreto presidencial. 
Em 2015, formou uma parceria com o Centre national d'études spatiales da França , bem como com a Agência Espacial do Reino Unido. 

## Orçamento
A agência espacial reuniu cerca de US$ 5,2 bilhões em financiamento de entidades governamentais, privadas e semi-privadas. 

## Programa estratégico
Os objetivos estratégicos da agência foram anunciados em maio de 2015 e incluem: 
- Desenvolver e orientar um setor espacial nacional de classe mundial que apoie o desenvolvimento sustentável.
- Promover a pesquisa científica e a inovação para apoiar o progresso nas ciências e tecnologias espaciais.
- Atraia e promova jovens emiratis para se tornarem cientistas espaciais e pioneiros da tecnologia.
- Construir e aprimorar a cooperação e parceria internacional para fornecer serviços administrativos com altos padrões de qualidade e transparência.

## Iniciativas da Agência Espacial dos Emirados Árabes Unidos
A Agência está envolvida na direção, investimento e promoção de uma série de iniciativas. Antes da existência da Agência, os Emirados Árabes já haviam lançados satélites comerciais construídos pela EADS (YahSat 1A e 1B), Boeing ( Thuraya 1, 2 e 3) e MBRSC DubaiSat-1 e DubaiSat-2, desenvolvidos como parte de um programa de transferência de tecnologia com a Iniciativa Satrec da Coréia do Sul, resultando em um investimento existente no setor espacial de cerca de US $ 5,5 bilhões. 

### Centro de Pesquisa de Ciência Espacial, Al-Ain
O Centro de Pesquisas Espaciais baseado em Al-Ain, que custou US$ 27 milhões, foi anunciado em 25 de maio de 2015. O centro é uma incubadora de pesquisa, desenvolvimento e inovação espacial. Ele estará envolvido na coordenação com várias agências, incluindo o Observatório Móvel dos Emirados. 

### Missão Marte
A missão Emirates Mars está sendo realizada pelo Centro Espacial Mohammed bin Rashid, uma entidade do governo de Dubai.  Os Emirados Árabes Unidos lançaram com sucesso a missão Mars Hope a Marte em 19 de julho de 2020. Os objetivos da missão incluem a criação da primeira imagem diurna holística da atmosfera de Marte com três instrumentos científicos montados em um orbitador que atingiu a órbita de Marte com sucesso no dia 9 de fevereiro de 2021.  O Centro emprega 75 pessoas que o governo dos Emirados Árabes Unidos espera dobrar até 2020. 

### Missão Lunar
No dia 29 de setembro de 2020, o governante de Dubai, o xeque Mohammed bin Rashid Al Maktoum, anunciou uma missão não-tripulada dos Emirados Árabes Unidos à Lua em 2024, enquanto o país buscava expandir seu setor espacial. O xeque Mohammed também disse que o rover chamado "Rashid", em homenagem a seu pai, responsável pela modernização de Dubai, irá cobrir "áreas ainda não alcançadas em missões de exploração anteriores". 

### Programa de pós-graduação em Ciência Espacial Avançada
Em maio de 2015, um MoU foi assinado pela Al Yah Satellite Communications Company (Yahsat), o Instituto Masdar de Ciência e Tecnologia e a Orbital ATK Inc para criar um Programa de Graduação em Ciência Espacial Avançada, o primeiro curso desse tipo no Oriente Médio. Essas três entidades, com coordenação e supervisão da Agência Espacial dos Emirados Árabes Unidos, irão lançar o programa acadêmico no Instituto Masdar.

### Turismo espacial
A agência espacial está trabalhando para trazer o turismo espacial para os Emirados Árabes Unidos do Aeroporto Internacional de Al Ain, servindo como um porto espacial em potencial para a agência. 